# Павал Валошин
Павал Валошин (10 липня 1891, c. Гаркавіче, Сокольський повіт, Гродненська губернія (нині Підляське воєводство, Польща) — 3 листопада 1937, Сандармох, Карело-Фінська республіка, нині Медвежогорський округ, Карелія, Російська Федерація ) — білоруський громадський та політичний діяч, публіцист.

## Життєпис
У 1908 — 1912 працював посадовим писарем у Кринках (Білосток).
У 1912 призваний до армії. Брав участь у Першій світовій війні, був поранений і потрапив у німецький полон. Після Жовтневого перевороту служив поліцейським в Катеринославі. У серпні 1919 в денікінській армії. Потім воював на боці Червоної Армії (у загоні Котовського).
У 1922 повернувся на батьківщину. Вступив до Білоруської соціал-демократичної партії, потім Білоруської партії незалежних соціалістів .
31 липня 1923 обраний депутатом польського сейму (замість Володимира Калиновського усунутого та висланого з країни), вступив до Клубу посольства Білорусі.
Був одним із засновників БСРГ , у 1926 — 1927. Член її Центрального Комітету.
Після заборони  БСРГ заарештований польською владою в лютому 1927; на суді над громадськістю («процес 56-ти») засуджений до 12 років в'язниці. В результаті обміну політв'язнями з 1932 — в СРСР.
Виступав з лекціями та публікаціями.
З березня 1933 у Мінську працював у Білоруській державній бібліотеці та в Бібліографічному інституті при цій бібліотеці, займався громадською діяльністю.
Заарештований 1 вересня 1933 у Мінську за адресою: провулок Підгірний, буд. 4, кв. 1 у справі Білоруського національного центру.
9 січня 1934 Колегією ДПУ БССР був засуджений до розстрілу, який замінили на 10 років таборів. Переведений до табору НКВС Біломорсько-Балтійського регіону.
Відбував покарання у Соловках.
9 жовтня 1937 Спеціальною трійкою НКВС у Ленінградській області знову засуджений до смертної кари. Розстріляний на ст. Ведмежа гора (Сандармох) Карело-Фінської АССР (нині Медвежогорський район, Карелія, Російська Федерація) .
Реабілітований по обох вироках 16 серпня 1956. Особиста справа Павала Валошина зберігається в архіві КДБ Білорусі.